# Срібна Земля — Фест
Срібна Земля ФЕСТ — інформаційно-аналітичний тижневик.
Суспільно-політичий тижневик «Срібна Земля ФЕСТ» видається з 25 квітня 1996 року в м. Ужгород і розповсюджується на теренах Закарпатської області підрозділами «Укрпошти» та приватними розповсюджувачами преси.
Газета виходить щотижня у п'ятницю на 16 шпальтах формату А-3 накладом 5100 примірників. Структура газети: друга і третя шпальти — блок подієвої інформації, у якому вміщуються оперативні матеріали; шпальти 4, 5 і 6 друкують аналітичні матеріали суспільно-політичної тематики. Решту сторінок займають публікації на соціальну, культурно-історичну, спортивну, правову та розважальну тематику, інтерв'ю з відомими особистостями краю та його гостями. Видання є приватним і не залежить від органів влади та політичних партій, відображає точки зору усіх політичних сил, ідеологічні засади яких базуються на позиціях державної незалежності України та її європейського вибору. Вартість реклами становить 5 грн. за кв. см. За умови регулярного розміщення матеріалів надається знижка до 25 %.
Головний редактор газети — Василь Ільницький.